# 细距玉凤花
细距玉凤花（学名：Habenaria nematocerata），为兰科玉凤花属下的一个植物种。